# Альціон садовий
Альціо́н садовий (Todiramphus sacer) — вид сиворакшоподібних птахів родини рибалочкових (Alcedinidae). Мешкає на островах Меланезії і Полінезії. Раніше вважався конспецифічним з білошиїм альціоном. Виділяють низку підвидів.

## Підвиди
Виділяють 22 підвиди:

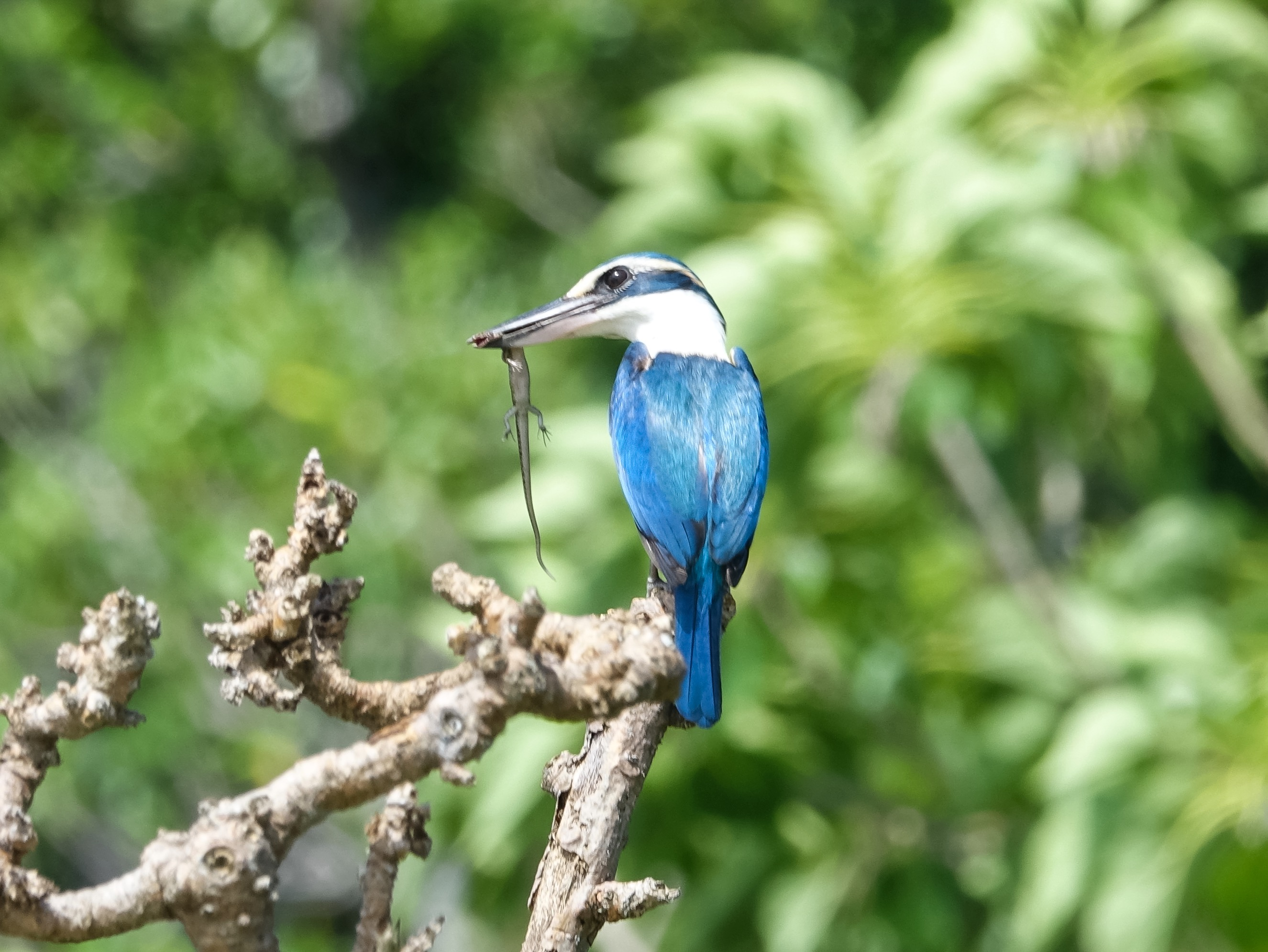
Садовий альціон (Фіджі)

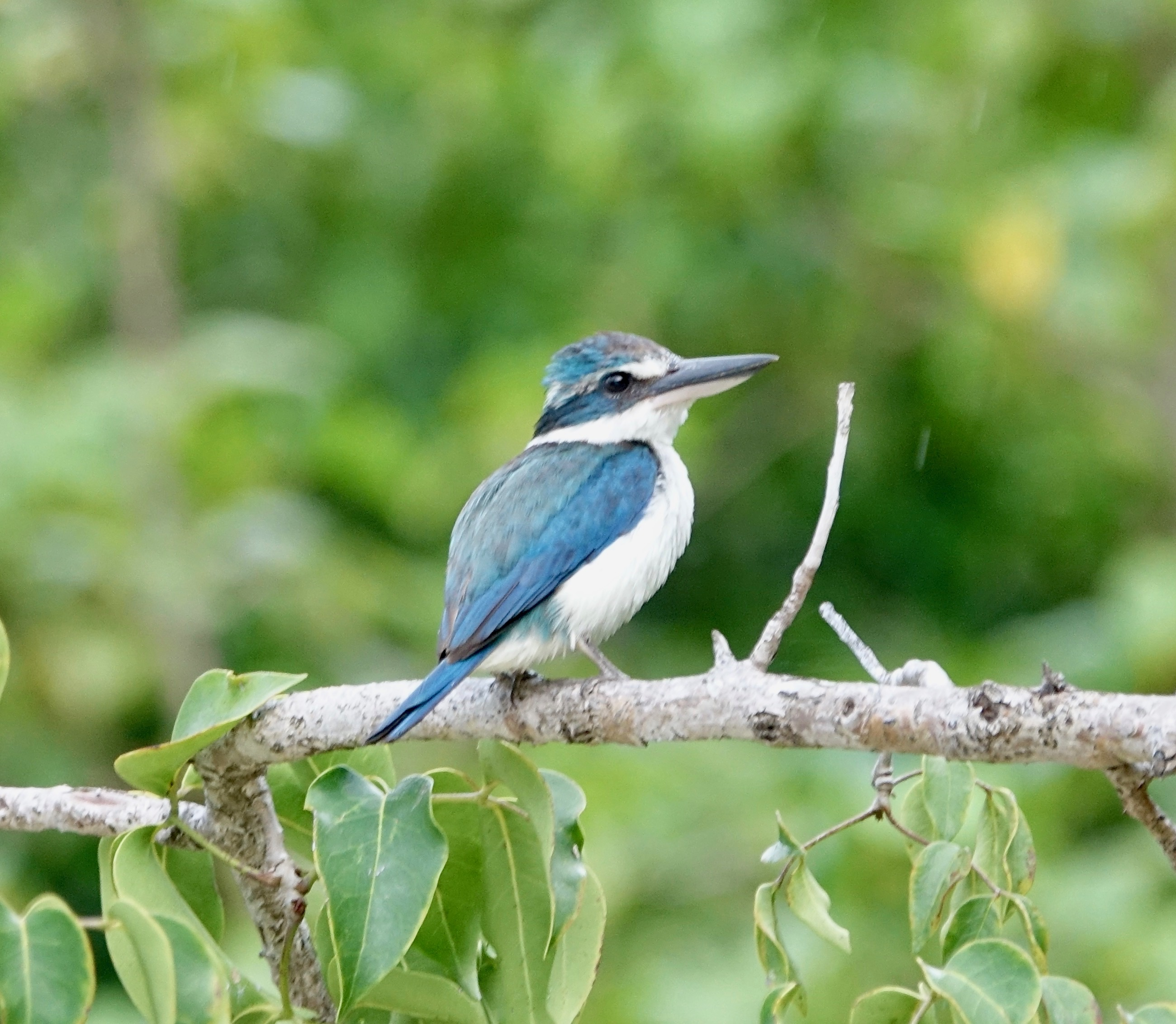
Садовий альціон (Фіджі)

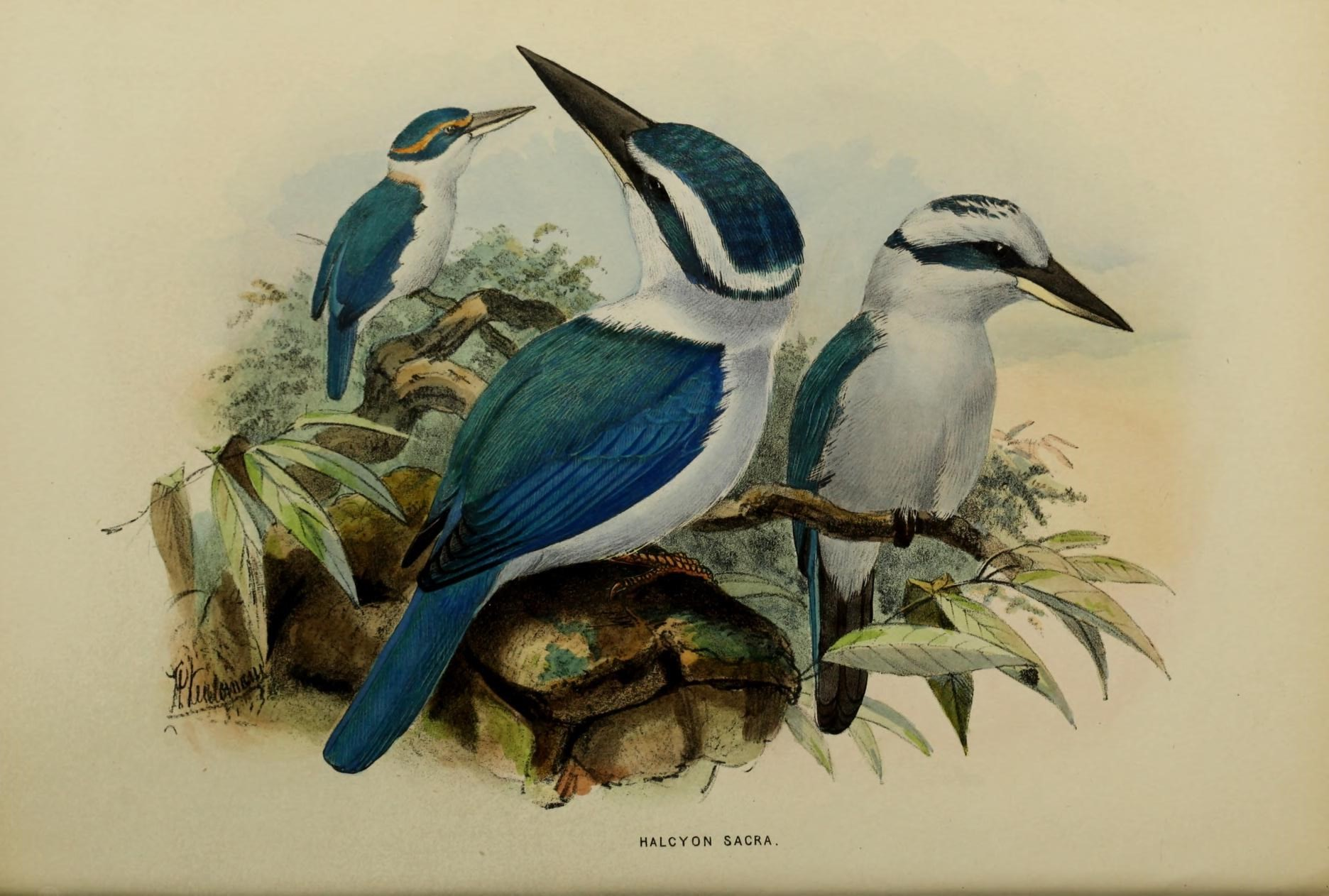
Садовий альціон

- T. s. torresianus (Mayr, 1931) — острови Торрес (північ Вануату);
- T. s. santoensis (Mayr, 1931) — острови Банкс[en], Мало[en] і Еспіриту-Санто (північ Вануату);
- T. s. juliae (Heine, 1860) — острови Оба, Маево[en] і Ефате (центр Вануату);
- T. s. erromangae (Mayr, 1938) — острови Ерроманго і Анейтьюм (південь Вануату);
- T. s. tannensis (Sharpe, 1892) — острів Танна (південь Вануату);
- T. s. sacer (Gmelin, JF, 1788) — центр і південь Тонги;
- T. s. pealei (Finsch & Hartlaub, 1867) — острів Тутуїла (архіпелаг Самоа);
- T. s. manuae (Mayr, 1941) — Тау[en], Офу і Олосега[en] (острови Мануа[en]);
- T. s. pavuvu (Mayr, 1935) — Павуву (острови Рассела);
- T. s. mala (Mayr, 1935) — острів Малаїта (південний схід Соломонових островів);
- T. s. amoenus (Mayr, 1931) — острови Реннелл і Беллона[en] (південь Соломонових островів);
- T. s. sororum (Galbraith, ICJ & Galbraith, EH, 1962) — острови Олу-Малау[en] (південний схід Соломонових островів);
- T. s. solomonis (Ramsay, EP, 1882) — острів Макіра і сусідні острови (південний схід Соломонових островів);
- T. s. brachyurus (Mayr, 1931) — Рифові острови (північ Темоту);
- T. s. vicina (Mayr, 1931) — острови Дафф[en] (північний схід Темоту);
- T. s. ornatus (Mayr, 1931) — острови Нендо[en] і Тінакула (захід Темоту);
- T. s. utupuae (Mayr, 1931) — Утупуа[en] (південний схід Темоту);
- T. s. melanodera (Mayr, 1931) — острів Ванікоро (південний схід Темоту);
- T. s. vitiensis (Peale, 1849) — острови Вануа-Леву, Тавеуні[en], Віті-Леву, Коро, Овалау[en] і Гау[en] (захід і центр Фіджі);
- T. s. eximius (Mayr, 1941) — Кадаву[en] і сусідні острови (південний захід Фіджі);
- T. s. regina (Mayr, 1941) — острів Футуна;
- T. s. marinus (Mayr, 1941) — острови Лау[en] (схід Фіджі).

## Поширення і екологія
Садові альціони мешкають на Соломонових Островах, на островах Вануату, Фіджі, Тонги, на Американському Самоа та на островах Волліс і Футуна. Вони живуть у вологих рівнинних і гірських тропічних лісах, в мангрових лісах, в садах і на плантаціях. Живляться невеликими крабами, а також комахами, червами, молюсками, креветками, дрібними ящірками, жабами і рибами, іноді також дрібними птахами. Садові альціони чатують на здобич, сидячи на гілці, а коли її побачать, то пікірують до неї. Вони гніздяться в дуплах або норах, не будують спеціальних гнізд. В кладці від 2 до 7 білуватих яєць, їх насиджують і самиці, і самці. Пташенята покидають гніздо через 44 дні після вилуплення.